# Jojo Moyes
Pauline Sara Jo Moyes, mais conhecida como Jojo Moyes (Maidstone, 4 de agosto de 1969) é uma jornalista britânica e, desde 2002, romancista. É uma das poucas autoras que já ganharam duas vezes o Prémio Romance do Ano atribuído pela Associação de Romancistas e foi traduzida para vinte e oito idiomas diferentes.

## Biografia
Pauline Sara Jo Moyes nasceu em Maidstone, na Inglaterra. Estudou na faculdade Royal Holloway, da Universidade de Londres. Moyes vive numa quinta em Saffron Walden, Essex, com seu marido, o jornalista Charles Arthur, e os três filhos.

## Carreira
Em 1992, recebeu uma bolsa financiada pelo jornal The Independent para frequentar o curso de pós-graduação de jornalismo na City University, em Londres. Posteriormente, ela trabalhou para The Independent nos 10 anos seguintes (com exceção de um ano, quando trabalhou em Hong Kong para o Sunday Morning Post) em várias funções, tornando-se Assistente do Editor de Notícias em 1998. Em 2002, ela tornou-se correspondente do jornal Arts and Media. Moyes tornou-se uma romancista em tempo integral em 2002, quando o seu primeiro livro Sheltering Rain foi publicado. Ela continua a escrever artigos para o Daily Telegraph.
Moyes é uma das poucas autoras que ganharam o Prémio de Romance do Ano da Associação de Romancistas duas vezes. Ela ganhou o prêmio em 2004, por Foreign Fruits  e, em 2011, por The Last Letter from Your Lover
Em 2013, foi anunciado que Michael H. Weber e Scott Neustadter haviam sido contratados para escrever uma adaptação cinematográfica de Me Before You.

## Obras

### Série Como Eu Era Antes de Você
- Como Eu Era Antes de Você - no original Me Before You (2012)
- Depois de Você - no original After You (2015)
- Ainda Sou Eu - no original Still Me (2018)
- Lockdown with Lou (2020)(conto)

### Série A Garota que Você Deixou Para Trás
- Paris Para Um e outros contos - no original Honeymoon In Paris (2012)(novela)
- A Garota que Você Deixou Para Trás - no original The Girl You Left Behind (2012)

### Livros isolados
- Em Busca de Abrigo - no original Sheltering Rain (2002)
- A Casa das Marés - no original Foreign Fruit (2003) (published in the US as Windfallen)
- The Peacock Emporium (2004)
- O Navio das Noivas - no original The Ship of Brides (2005)
- Baía da Esperança - (Primeira tradução: A baía do desejo) - no original Silver Bay (2007)
- O Som do Amor - no original Night Music (2008)
- Nada Mais a Perder - no original The Horse Dancer (2009)
- A Última Carta de Amor - no original The Last Letter From Your Lover (2010)
- Um Mais Um - no original The One Plus One(2014)
- Um caminho para a liberdade - no original The giver of stars (2019)